# العقير (السياني)

تعديل مصدري - تعديل

العقير هي إحدى قرى عزلة الهادس بمديرية السياني التابعة لمحافظة إب، بلغ تعداد سكانها 481 نسمة حسب تعداد اليمن لعام 2004.